# برهان الدين عبد الرحمن التكريتي
برهان الدين عبد الرحمن مصطفى التكريتي هو سياسي عراقي، ولد في تكريت سنة 1942.
درس الابتدائية والمتوسطة في تكريت، ثم درس في معهد المعلمين في بغداد وتخرج سنة 1960، ثم درس في كلية الحقوق في جامعة بغداد وتخرج سنة 1968.
انضم إلى حزب البعث العربي الاشتراكي سنة 1959. وفي سنة 1975، عمل أمين سر لفرع الموصل للحزب، ثم عضوا في مكتب تنظيم الجنوب ونائبا لأمين سر فرع البصرة، وعين رئيسا للمؤسسة العامة للموانئ.
وفي 10 كانون الثاني 1977، انتخب عضوا في القيادة القطرية لحزب البعث العربي الاشتراكي في العراق، وبقي في عضوية القيادة حتى حزيران 1982.
وفي 23 كانون الثاني 1977، عين وزيرا للشباب، وفي تلك الفترة كان وزير الشباب يشغل منصب رئيس اللجنة الأولمبية العراقية، حتى 5 نيسان 1977 حيث عين وزير دولة لشؤون الحكم الذاتي، بينما عين كريم محمود حسين الملا وزيرا للشباب.